# Mirela Bojescu
Mirela Bojescu (n. 24 iunie 1965) este o voleibalistă născută în România. Ea a făcut parte din echipa națională de volei a femeilor din Romania.
A participat la Campionatul Mondial de femei de volei FIVB din Brazilia din 1994 [1] La nivel de club a jucat cu Etiflex Ommen.